# Сонцов-Засекин, Борис Юрьевич
Князь Борис Юрьевич Сонцов-Засекин — стольник, завоеводчик и воевода во времена правления Алексея Михайловича, Фёдора Алексеевича, правительницы Софьи Алексеевны, Ивана V и Петра I Алексеевичей.
Из княжеского рода Сонцовы-Засекины. Старший сын стольника и князя Юрия Михайловича Сонцова-Засекина. Имел братьев, князей: Семёна и Василия Юрьевичей.

## Биография
Показан в жильцах. В 1666 году пожалован в стряпчие. В 1668 году пожалован в стольники. В 1671 году участвовал в Низовом походе в полку князя и боярина Юрия Алексеевича Долгорукова, по усмирений восстания Степана Разина. В 1680 году участвовал в Севском и Путивльском походах в полку боярина и князя Василия Васильевича Голицына. В это время имел поместный оклад в 600 четвертей земли. В мае 1682 года шестым дневал и ночевал с бояриным, князем Долгоруковым, у гроба царя Федора Алексеевича в Архангельском соборе. В 1683 году ездил с Государём на богомолье в Троице-Сергиев монастырь. С апреля 1684 года по март 1686 года второй воевода в Тобольске. В апреле 1687 года шестнадцатый завоеводчик в Крымском походе, за что пожалован золотым.
В 1692 году в Боярской книге упомянут стольником. В 1693—1694 года воевода в Галиче.
Умер после 1710 года.

## Семья
От брака с княжной Екатериной Давыдовной Волконской имел детей:
- Князь Сонцов-Засекин Гаврила Борисович.
- Князь Сонцов-Засекин Дмитрий Борисович — женат на Анне Петровне Огарёвой.